# 柯蒂斯·麥克馬倫
柯蒂斯·麥克馬倫（英語：Curtis T. McMullen，1958年5月21日—），哈佛大学数学教授，1998年菲尔兹奖得主。
他的研究领域是动力系统。